# 스포츠 사진

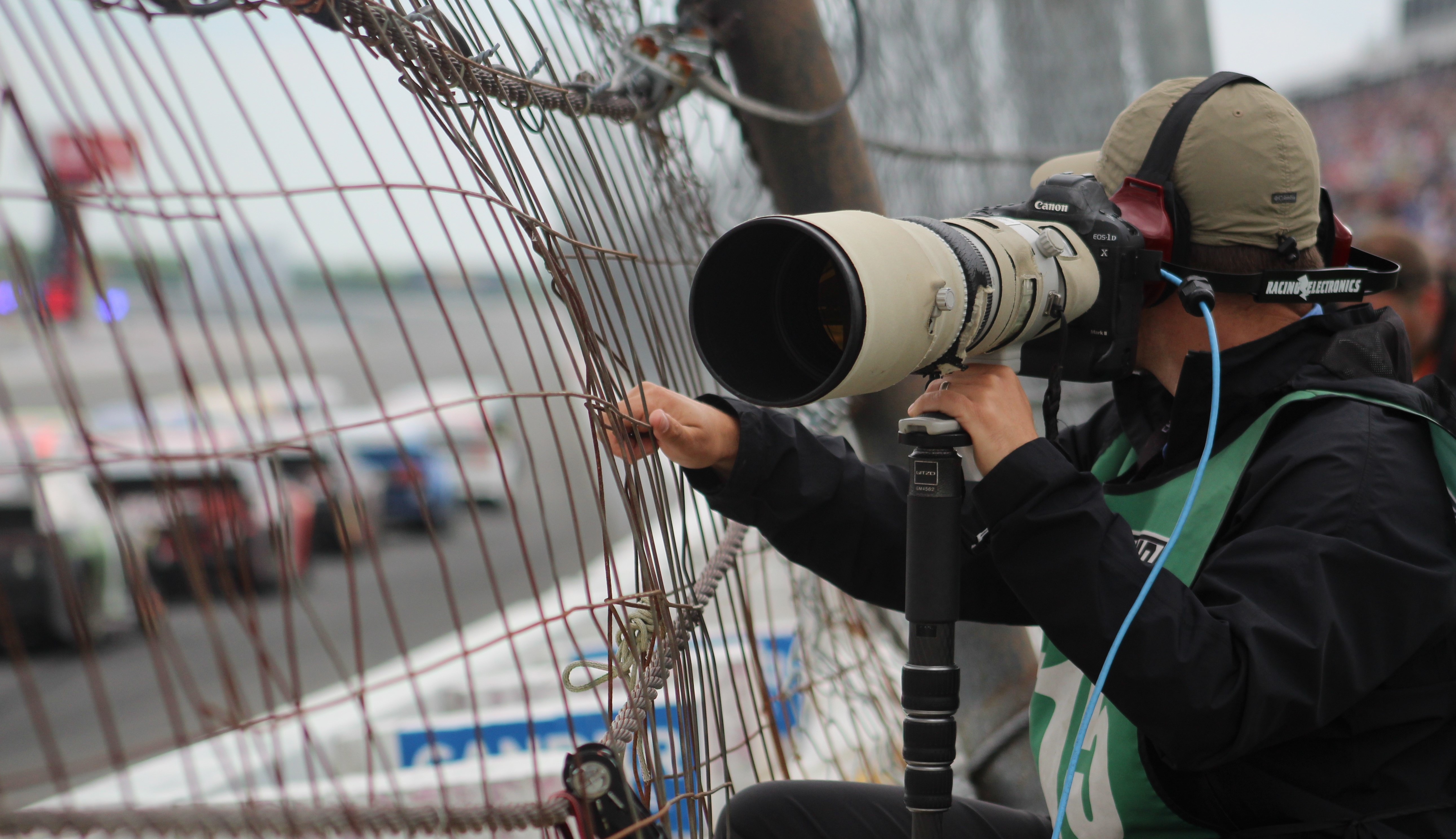

스포츠 사진(Sports寫眞)은 각종 스포츠 (운동 경기)를 촬영 한 사진을 말한다. 프로 경기 및 아마추어 경기의 구분없이 스포츠 사진이라 불린다. 특히 주목되는 것으로서는 올림픽 등 세계적인 경기 대회 때의 작품이다. 신문, 잡지 등을 위한 보도 사진에 대체로 포함되지만, 독립적인 작품으로 평가되는 경우도 많다.
전문 스포츠 사진의 주요 용도는 편집 목적이다. 스포츠 전문 사진가는 일반적으로 신문, 주요 통신사 또는 스포츠 전문 잡지에서 근무한다. 그러나 스포츠 사진은 브랜드를 구축하고 편집 수단으로는 달성할 수 없는 방식으로 스포츠를 홍보하기 위한 광고 목적으로도 사용된다.

## 기법
움직이는 피사체의 모션 블러를 최소화하기 위해 감광도("ISO" 값)가 높아져 충분한 빛을 포착하는 데 필요한 노출 시간이 단축된다. 감광도를 높이면 노이즈가 증가하므로 스포츠 사진은 일광에서 가장 효과적이며 더 많은 빛을 포착하고 더 높은 감광도를 지원하는 더 큰 이미지 센서가 장착된 고급 카메라를 사용할 때 가장 효과적이다.
스포츠 사진 촬영에서는 위치가 중요한 경우가 많다. 대규모 행사에서 전문 사진작가들은 대개 가능한 한 현장에 가장 가까운 최고의 전망을 갖춘 VIP 장소에서 촬영한다. 대부분의 스포츠에서는 사진가가 이미지의 속도에 맞춰 구도를 잡고 카메라 설정을 자연스럽게 조정하여 흐려지거나 잘못된 노출을 방지해야 한다. 일부 스포츠 사진은 게임에 독특한 효과를 주기 위해 멀리서 촬영하기도 한다.
감정을 포착하려면 피사체를 알아가는 것이 매우 중요하다. 효과와 편집은 사진에 대해서만 할 수 있는 일이다. 운동선수와 대화를 나누면서 어떤 사람인지 이해하면 그 사람에 대한 관점이 바뀌어 더 나은 사진작가가 될 수 있다.
게임을 아는 것. 스포츠 경기에서 다음에 무슨 일이 일어날지 예측하는 것은 샷의 구도를 이해하는 데 매우 중요하다. 동작이 빠르게 진행되므로 나가서 사진을 찍기 전에 준비하는 시간을 가져야 한다.
움직임을 포착하려면 셔터 속도가 매우 중요하므로 스포츠 사진은 셔터 우선 모드나 수동으로 촬영되는 경우가 많다. 빈번한 목표는 최소한의 셔터 속도가 필요한 경우 최소한의 셔터 속도가 필요한 순간을 캡처하는 것이다. 그러나 다른 경우에는 단순한 순간이 아닌 모션을 캡처하기 위해 블러가 표시되도록 느린 셔터 속도가 사용된다. 특정 기술은 패닝으로, 카메라가 중간 셔터 속도를 사용하고 피사체와 함께 패닝하여 상대적으로 선명한 피사체를 생성하고 움직이는 방향으로 배경을 흐리게 하여 속도감을 만든다.
ISO 속도는 종종 높으며(더 빠른 셔터 속도를 허용하기 위해) 자동으로 유지될 수 있다.
사진은 종종 최고의 순간을 포착하기 위해 버스트 모드로 촬영되며 때로는 RAW 촬영이 아닌 JPEG와 함께 촬영된다(JPEG 파일이 더 작으므로 더 긴 버스트가 가능함).